# Bunttukan

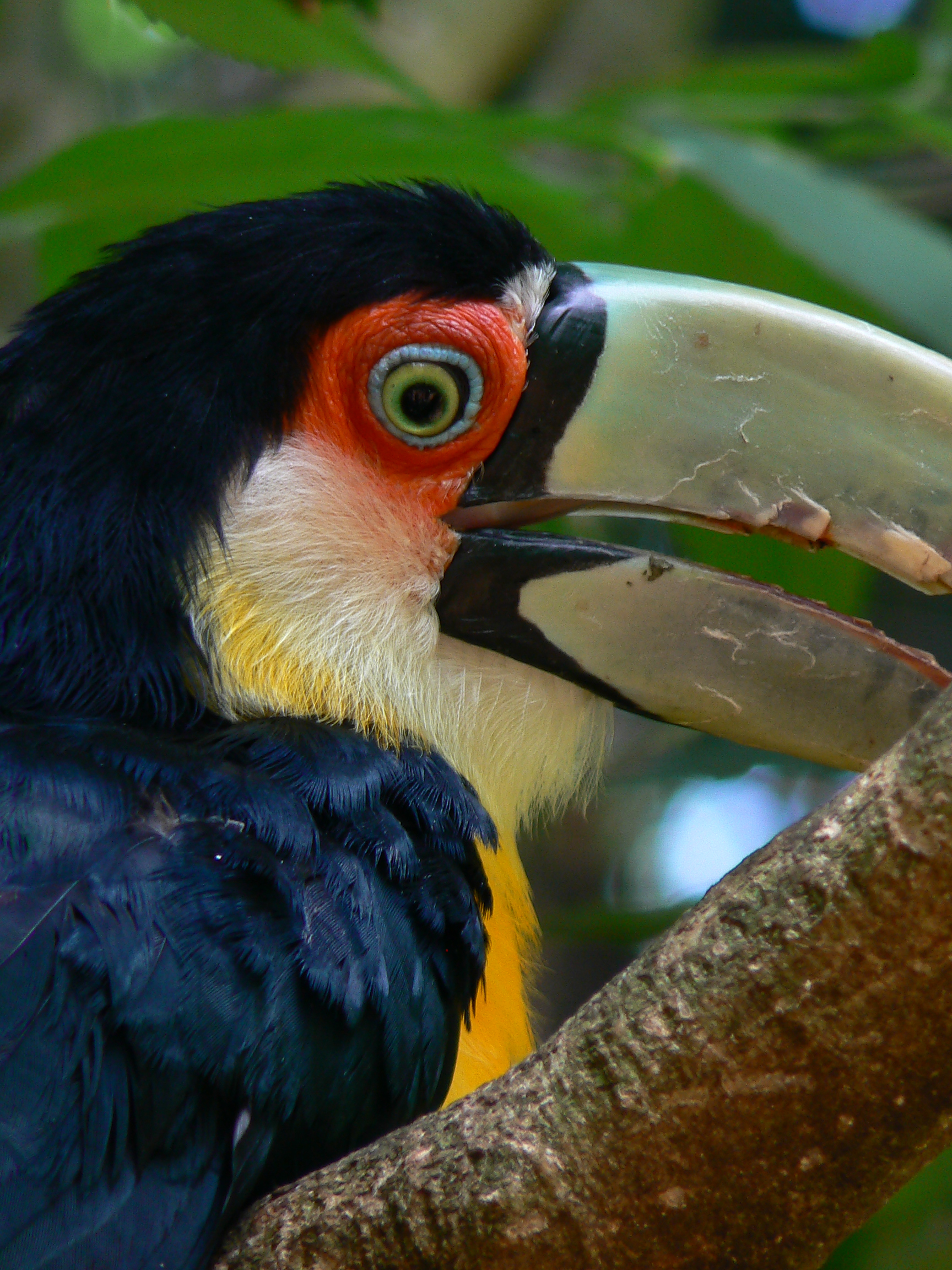
Porträt des Bunttukans

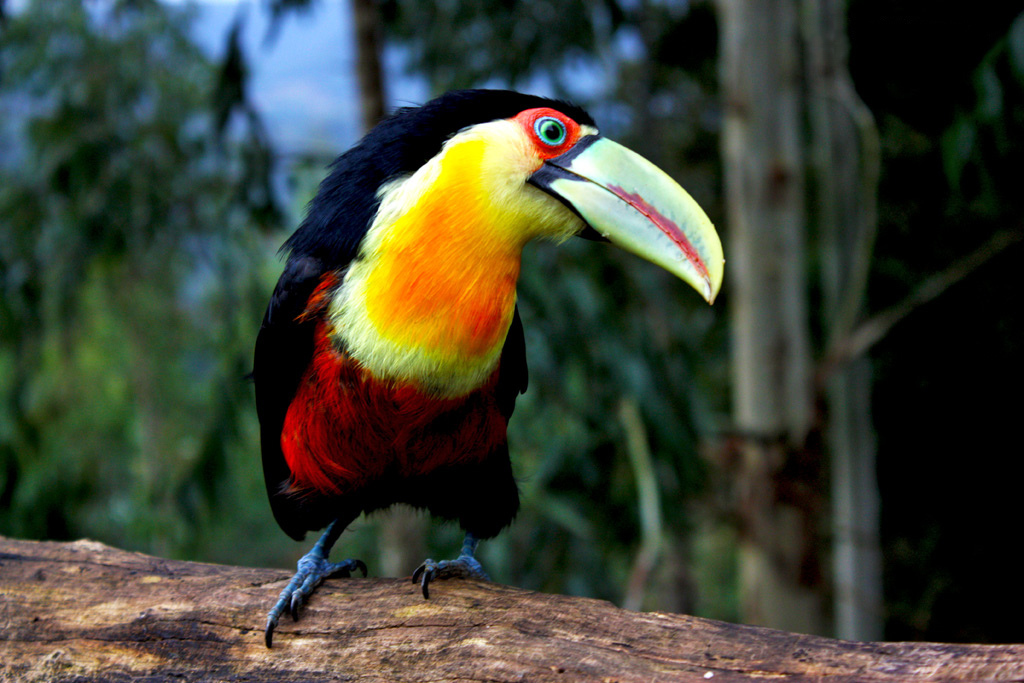
Vorderansicht des Bunttukans

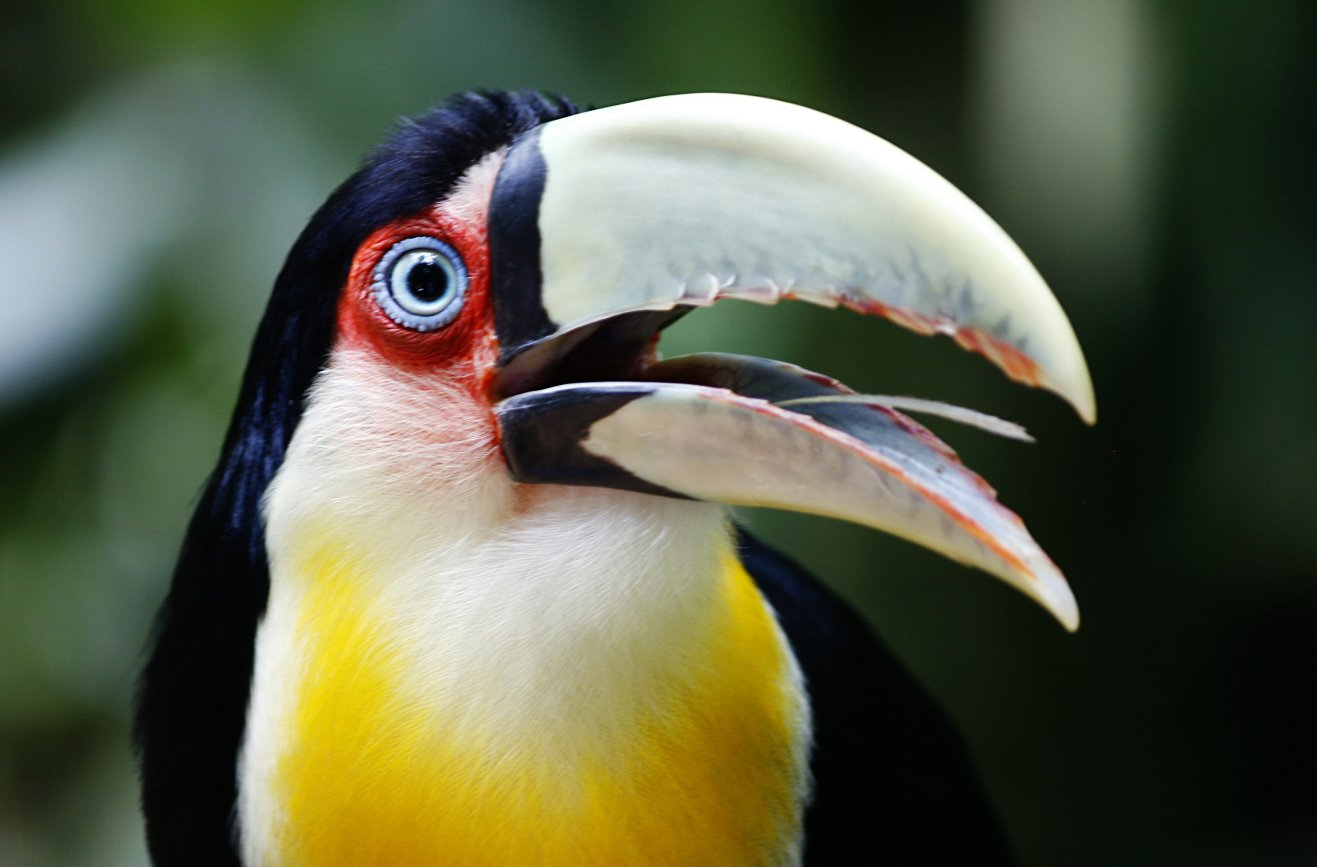
Porträt des Bunttukans

Der Bunttukan (Ramphastos dicolorus) ist eine Vogelart aus der Familie der Tukane. Er kommt ausschließlich in Südamerika vor. Es werden keine Unterarten unterschieden. Er ist auf Grund seines Schnabels eindeutig als Tukan zu identifizieren und unterscheidet sich von anderen Tukanarten durch seinen überwiegend blassen, gelbgrünlichen Schnabel sowie eine überwiegend rote Körperunterseite.
Die IUCN stuft den Bunttukan als nicht gefährdet (least concern) ein. Es liegen allerdings keine genauen Bestandsdaten vor, der Bunttukan gilt aber noch als verhältnismäßig häufig.

## Erscheinungsbild

### Maße und Gewicht
Die Körperlänge adulter Bunttukane beträgt 47 bis 50 Zentimeter. Die Männchen haben eine Flügellänge von 17,7 bis 19,0 Zentimetern. Der Schnabel misst zwischen 9,67 und 10,70 Zentimeter. Sie wiegen etwa 283 Gramm. Weibchen haben eine Flügellänge von 17,3 bis 19,0 Zentimetern, eine Schnabellänge von 7,93 bis 9,15 Zentimeter und wiegen zwischen 265 und 400 Gramm. Der Bunttukan ist damit die kleinste Art der Gattung Ramphastos.

### Gefieder und Schnabel
Adulte Bunttukane haben eine glänzend blauschwarze Körperoberseite, lediglich die Oberschwanzdecken sind rot. Stirn, Oberkopf und hinterer Nacken sind gleichfalls blauschwarz, ein dünner unbefiederter weißer bis blassgelber Streifen trennt den Schnabel vom dunklen Oberkopfgefieder. Das Kinn, der Vorderhals, die Kehle und die Wangen sind gelblich-weiß bis blassgelb. In der Mitte der Kehle befindet sich ein großer, kräftig orangefarbener Fleck. Die Körperunterseite ist von der Brustmitte bis zum Bauch rot. Die Bauchseiten sind schwarz. Die Unterschwanzdecke ist ebenfalls rot. Auf der Unterseite ist der Schwanz matt schwarz, wobei die Federschäfte zur Basis hin von schwarz über Braun bis zu einem Hornton aufhellen. Die unbefiederte Haut rund um das Auge ist rot bis orangerot, das Auge selbst in von einem blauen, graublauen bis grünlich blauen Augenring umgeben. Das Auge ist grünlich-gelb oder grünblau.
Der Schnabel ist schmal, der Oberschnabel ist stark gebogen. Die schwarze Schnabelbasis setzt sich zunächst sowohl auf dem Unter- als auch auf dem Oberschnabel fort. Der überwiegende Teil des Schnabels ist grünlich bis gelbgrünlich. Bei vielen Individuen ist er an der Spitze sogar gelb. Der Schlund und die Zunge sind blauviolett bis schieferfarben. Die Füße und Beine sind grau bis blau bis grünlich. 
Ein auffälliger Sexualdimorphismus außer dem geringfügigen Größenunterschied besteht nicht.
Jungvögel haben ein etwas matteres Gefieder als die adulten Vögel. Die Kehle ist bei ihnen blass-gelblich und die roten Farbpartien sind insbesondere auf den Ober- und Unterschwanzdecken matter.

### Verwechslungsmöglichkeiten
Verwechslungsmöglichkeiten innerhalb des Verbreitungsgebietes bestehen überwiegend mit dem Dottertukan. Bei allen Unterarten des Dottertukans ist der Schnabel aber überwiegend schwarz und die roten Partien auf der Körperunterseite sind deutlich weniger ausgeprägt als beim Bunttukan. In Santa Catarina soll es jedoch gelegentlich auch zu Hybriden mit dem Dottertukan kommen.

## Stimme
Die häufigste Lautäußerung des Bunttukans ist ein krächzendes Schnabelklappern. Es wird lautmalerisch mit nyakk, Nrrekk, ggrkk, akk oder ekk umschrieben. Die Lautäußerungen des Männchens sind dabei grundsätzlich etwas dunkler als die des Weibchens.

## Verbreitungsgebiet
Das Verbreitungsgebiet des Bunttukans erstreckt sich vom Südwesten und Osten Goiás, dem Süden Tocantins und der Mitte von Minas Gerais bis in den Südosten von Mato Grosso, Sul, São Paulo, Paraná, den Westen und Norden von Rio de Janeiro und den Westen von Espírito Santo bis in den Osten von Paraguay, den Nordosten Argentiniens und den Südosten von Rio Grande do Sul.
Bunttukane ziehen vermutlich in andere Gebiete ihres Verbreitungsgebietes, wenn ihnen zu wenig Nahrungsressourcen zur Verfügung stehen. Sie sind dann auch in Teilen von Paraná sowie in Santa Catarina zu beobachten, wo sie normalerweise fehlen. Sie werden regelmäßig auch im Hochland beobachtet, so kommen sie im Westen von Rio de Janeiro noch in Hochlagen von 2073 Höhenmetern vor.

## Lebensraum
Der Bunttukan besiedelt tropische und subtropische humide bis subhumide Wälder. Zu seinem Lebensraum gehören auch Bergwälder, wodurch er eine Konkurrenz mit dem Dottertukan vermeidet. Er kommt überwiegend in Dickichten und an Waldrändern vor und besiedelt auch Sekundärwald. Im Süden von Mato Grosso kommt er auch in Wäldern an den Ufern von Flüssen vor und dringt so bis in die Cerrados, die Savannen Brasiliens vor.

## Nahrung und Nahrungssuche

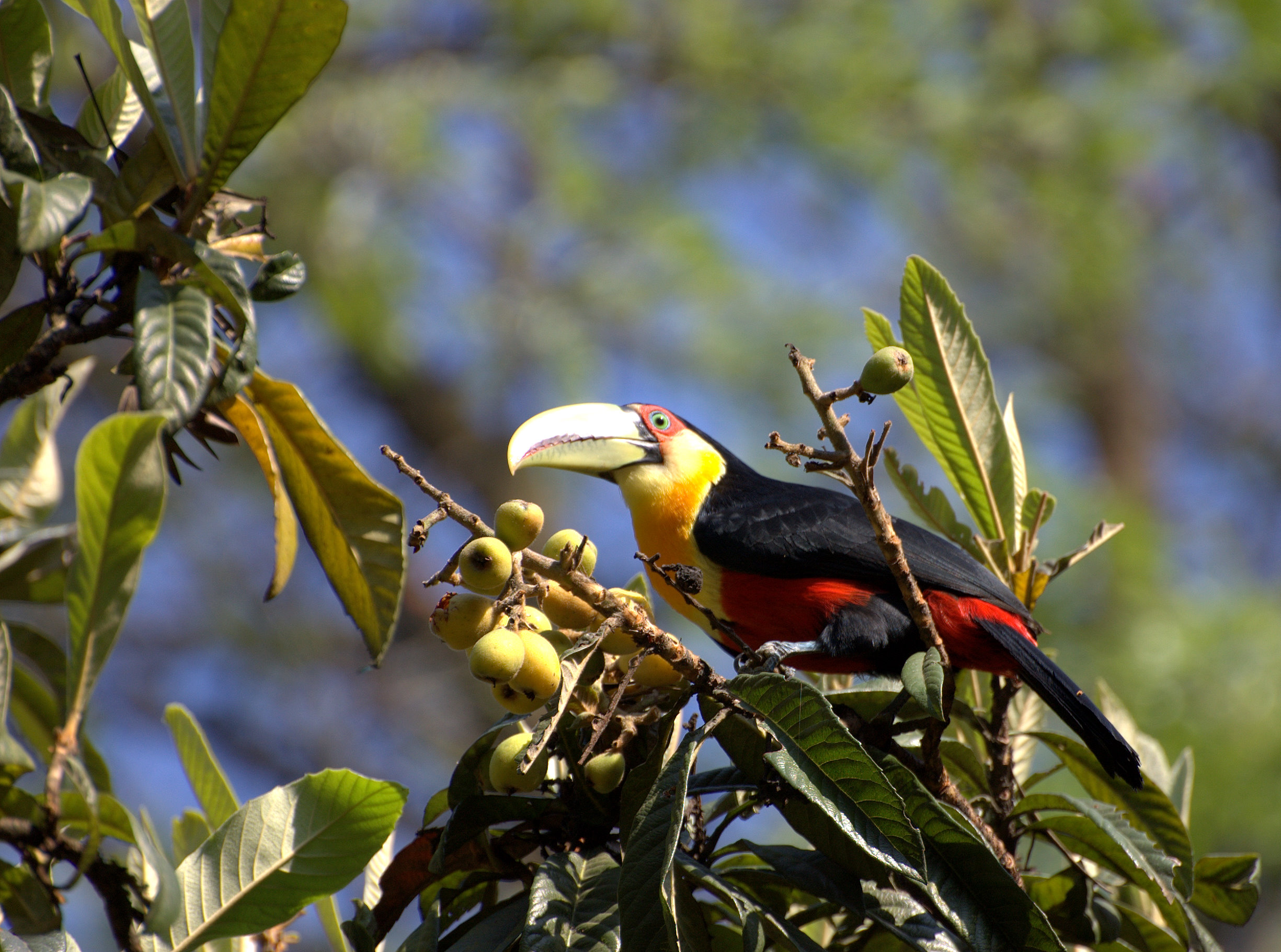
Bunttukan während der Nahrungssuche

Der Bunttukan lebt einzeln, in Paaren sowie in kleinen Trupps. In Paraguay wurden einzelne Trupps beobachtet, die bis zu 23 Individuen umfassten. Während der Nahrungssuche hält er sich überwiegend in den Baumwipfeln auf, wird aber gelegentlich auch am Boden beobachtet, wo er herabgefallene Früchte frisst. Am Boden ist er in der Lage, sich hüpfend fortzubewegen. Er legt mit jedem Hüpfer etwa 30 Zentimeter zurück. 
Zum Nahrungsspektrum gehören Früchte von Cabralea oblongifolia, Didymopanax navarroi, Euterpe edulis, Guarea macrophylla, Schwarzen Maulbeeren, Myrciaria jaboticaba, Syagrus romanzoffiana und der in Südamerika eingeführten Archontophoenix cunninghamiana sowie die noch grünen Steinfrüchte von Kaffeepflanzen. Zum Nahrungsspektrum gehören auch andere, auf Plantagen angebaute Kulturfrüchte. Fruchttragende Bäume werden von Bunttukanen zum Teil aggressiv verteidigt. In Paraguay wurde beobachtet, wie Bunttukane einen Trupp Goldtukane daran hinderten, in einem Feigenbaum zu fressen. Auch für Braunohrarassaris ist belegt, dass sie von Bunttukanen vertrieben werden. Bunttukane spielen in der Verbreitung von Pflanzen eine erhebliche Rolle, da sie die Samen größerer Früchte wieder hochwürgen und kleinere Samen mit ihrem Kot ausscheiden. 
Wie andere Ramphastos-Arten spielt auch tierische Nahrung im Nahrungsspektrum des Bunttukans eine nicht unerhebliche Rolle. Er frisst Spinnen und jagt regelmäßig kleine Vogelarten. Besonders häufig frisst er die Nestlinge des Magellanzeisigs. Bei in Gefangenschaft gehaltenen Bunttukanen wird regelmäßig beobachtet, wie sie Haussperlinge jagen, die in den Volieren nach Futter suchen.

## Fortpflanzung

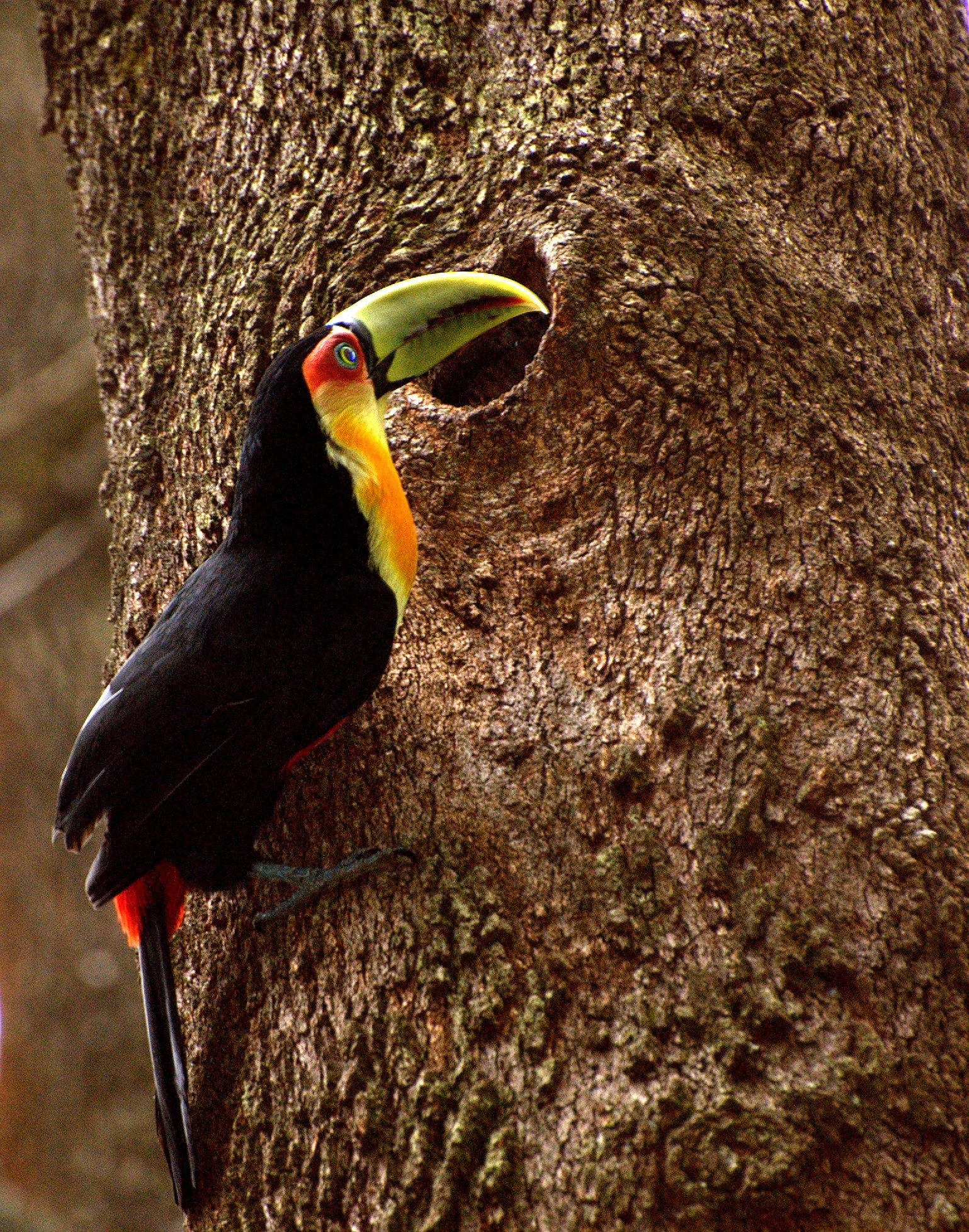
Bunttukan an der Bruthöhle

Der Bunttukan zeigt kein auffälliges Balzritual. Rufende Vögel werfen gelegentlich ihren Kopf nach oben oder schwingen ihn mit jeder Silbe zur Seite. Vereinzelt heben sie auch während des Rufens den Schwanz an. Zu den wichtigsten Balzhandlungen gehört die Gefiederpflege beim Weibchen durch das Männchen. Männchen füttern auch häufig das Weibchen. Die Fortpflanzungszeit fällt in den Zeitraum Oktober bis Februar.
Bunttukane nutzen natürliche Baumhöhlen, die sie noch erweitern. Daran sind beide Elternvögel sowie gelegentlich noch ein dritter Bunttukan beteiligt. Dabei handelt es sich in der Regel um ein zweites Männchen. Das Revierverhalten von Bunttukanen ist bislang nicht hinreichend untersucht. Aus Gefangenschaftshaltungen weiß man jedoch, dass das Männchen sehr aggressiv wird und andere Tukane aus der Voliere entfernt werden müssen. Auch gegenüber Pflegern werden Männchen gelegentlich aggressiv. Sie schwingen dann den Kopf von Seite zu Seite, während sie laut mit dem Schnabel klappern.
Das Gelege besteht aus zwei bis vier Eiern. Diese haben eine elliptische Form und sind weißschalig. Die Brutzeit beträgt 16 Tage, wobei gewöhnlich beide Elternvögel an der Brut beteiligt sind. Die Elternvögel verfüttern an die frisch geschlüpften Jungvögel zunächst Insekten. Mit zunehmendem Lebensalter der Nestlinge steigt der Anteil an pflanzlicher Nahrung an. Früchte werden dabei von den Elternvögeln zerdrückt oder in Stücke gebrochen. Die Nestlinge sind mit etwa 35 bis 42 Tagen flügge.

## Etymologie und Forschungsgeschichte
Die Erstbeschreibung des Bunttukans erfolgte 1776 durch Carl von Linné unter dem wissenschaftlichen Namen Ramphastos dicolorus. Als Verbreitungsgebiet gab er irrtümlich Cayenne an. 1758 führte Linné die für die Wissenschaft neue Gattung Ramphastos ein. Dieser Begriff leitet sich ῥαμφηστης, ῥαμφη rhamphēstēs, rhampē für schnäutzig, Schnabel ab. Der Artname dicolorus ist ein Wortgebilde aus lateinisch di- ‚getrennt‘ und lateinisch colorius, color, coloris ‚-farbig, Farbe‘. Alfred Laubmann sah den Bunttukan in seinem Werk Die Vögel von Paraguay als relativ selten an. Trotzdem landeten aus der „2. und 3. Gran-Chaco-Expedition“ drei Bälge in der Zoologische Staatssammlung München. Ein weiteres Exemplar hatte Adolf Neunteufel (1909–1979) gesammelt.

## Haltung
Der Bunttukan wurde erstmals 1876 im Londoner Zoo gehalten. Die Welterstzucht gelang 1967 dem Weltvogelpark Walsrode. Das Zuchtpaar hatte in den zwei Jahren zuvor jeweils vier Eier gelegt, aus denen auch jeweils vier Nestlinge schlüpften. In beiden Jahren töteten die Elternvögel jedoch ihre Nestlinge, bevor diese flügge wurden. Die Zucht gelang erst im dritten Jahr und ging mit einer Umstellung der Nahrung einher. Anstelle von Frischfleisch wurde den Bunttukanen ein Hundefertigfutter angeboten und mit Obst und Reis ergänzt.

## Belege

### Einzelbelege
1. ↑  Factsheet auf BirdLife International
2. ↑   Lantermann, S. 172
3. ↑   Short et al., S. 404
4. ↑   Short et al., S. 403
5. ↑   Short et al., S. 404
6. ↑   Lantermann, S. 172
7. ↑   Short et al., S. 404
8. ↑   Short et al., S. 405
9. ↑   Short et al., S. 405
10. ↑   Short et al., S. 405
11. ↑   Short et al., S. 406
12. ↑   Short et al., S. 405 und S. 406
13. ↑  Carl von Linné (1766), S. 152
14. ↑  Carl von Linné (1758), S. 103
15. ↑  Ramphastos The Key to Scientific Names Edited by James A. Jobling
16. ↑  dicolorus in The Key to Scientific Names Edited by James A. Jobling
17. ↑  Alfred Laubmann (1939), S. 196.
18. ↑   Lantermann, S. 174 und S. 175